# Памятники Алма-Аты
Памятники Алма-Аты — произведения искусства, сооружённые в Алма-Ате с целью увековечения людей или исторических событий.

## История
Государственный список памятников истории и культуры республиканского значения по городу Алма-Ате был утвержден Постановлением Правительства Казахской ССР № 38 от 26 января 1982 года. Список памятников местного значения был утвержден решением исполнительного комитета Алматинского городского совета народных депутатов от 26 января 1984 года за № 2/35. После этого в 1985—1988 годах были внесены дополнения. В эти годы количество памятников, расположенных по городу Алма-Ате и охраняемых государством, согласно государственному списку составляло 77 единиц.
30 декабря 2011 года Правительством Республики Казахстан было принято постановление № 1672 «О лишении статуса памятников истории и культуры местного значения города Алматы и исключения их из Государственного списка памятников истории и культуры местного значения». Согласно данному постановлению, 35 памятников исключены из государственного списка памятников истории и культуры местного значения ввиду полной физической утери и утраты историко-культурного значения. Из них 11 памятников архитектуры: бывший аэропорт, гостиница «Медеу», дом купца Мурова, Софийская церковь, дом Ходжаева, канцелярия генерал-губернатора, здание Семиреченского областного отдела по делам национальностей, здание железнодорожного вокзала станции «Алматы-1», универсальный магазин, клуб-театр НКВД Казахской ССР, дом садовода Бреусова; 9 памятников монументального искусства: 2 памятника В. И. Ленина, памятник С. М. Кирова, бюст Л. П. Емелева, бюст П.Виноградова, памятник борцам Октябрьской революции, памятник М.Фрунзе, памятник и бюст М.Калинина; также 15 памятников археологии: курганные могильники, расположенные в микрорайонах Улжан, Коккайнар, Строитель, Заря Востока.
В 2006 году в городе было 133 памятника истории и культуры, 87 - архитектуры и 46 - монументального искусства, из них 30 - республиканского значения .

## Список памятников по районам города

### Алмалинский район
| Изображение | Название и местоположение | Описание |
| ----------- | --- | --- |
|             | Памятник-бюст лётчику, дважды Герою Советского Союза С. Д. Луганскому (пр. Абылай-хана, между ул. Айтеке би и Гоголя)                                                       | Установлен в 1947 году по Указу Президиума Верховного Совета СССР от 1 июля 1944 года. Скульптор — Н. И. Павлов, архитектор — И. И. Белоцерковский. Бюст выполнен из бронзы, установлен на постаменте, облицованном серым гранитом. |
|             | Памятник-бюст писателю и драматургу Мухтару Ауэзову (в сквере с востока от Театра оперы и балета имени Абая)                                                                | Установлен в 1967 году. Скульптор — Т. С. Досмагамбетов, архитектор — М. Мендикулов. Отлит из чугуна, постамент изготовлен из серого гранита прямоугольной формы. Имеется ступенчатый стилобат. |
|             | Памятник-бюст поэту — акыну Джамбулу (в сквере c запада от Театра оперы и балета имени Абая)                                                                                | Установлен в 1971 году. Скульптор — Х. И. Наурызбаев, архитектор — М. Мендикулов. Памятник-бюст высотой 2,3 м выполнен цельно с постаментом из серого гранита. Скульптурное изображение передаёт образ акына в момент творческого состояния |
|             | Памятник М. О. Ауэзову (На проспекте Абая перед зданием Казахского театра драмы имени М. О. Ауэзова)                                                                        | Памятник был открыт в 1980 году. Скульптор — Е. А. Сергебаев, архитекторы — О. Ж. Баймурзаев, А. С. Кайнарбаев. Отлит из бронзы, постамент — из тёмно-серого гранита. Писатель сидит в задумчивой позе в кресле, в его правой руке — книга. Памятник передаёт сложный и многогранный внутренний мир Ауэзова. |
|             | Памятник-бюст революционеру и писателю Сабиру Шарипову (сквер на пересечении ул. Карасай батыра и пр. Сейфуллина)                                                           | Установлен в 1980 году. Скульптор — П. И. Шорохов. Отлит из бронзы, постамент изготовлен из гранита. Высота 3,8 м. |
|             | Памятник девушкам Героям Советского Союза А. Молдагуловой и М. Маметовой (сквер напротив бывшего Дома Правительства (ныне здание КБТУ) между ул. Толе би и Богенбай батыра) | Открытие памятника прошло 25 октября 1997 года, на церемонии присутствовал президент Казахстана, члены правительства. Скульптор — Сатыбалдин К. К., архитекторы — Т.Ералиев, В.Сидоров, конструктор — М. Е. Еркенов. На постаменте изображены две Золотые Звезды Героя Советского Союза и имена девушек на казахском языке: «Әлия» и «Мәншүк». Сюжет памятника является условным, так как Алия и Маншук друг с другом даже не были знакомы. Памятник установлен на месте памятника Ленину. |
|             | Памятник-бюст писателю и поэту Сабиту Муканову (сквер на пересечении ул. Толе би и Муканова).                                                                               | Памятник открыт в 2000 году (к столетию писателя) в рамках юбилейных мероприятий под эгидой ЮНЕСКО// Архитектор: Т.Жанысбеков. Бронзовый бюст. Трехступенчатый стилобат на площадке. Постамент прямоугольный в виде призматической стелы фланкирующими его узкими прямоугольными плитами. На лицевой стороне высечен неглубоким рельефом текст. Высота памятника — 2.0 м. |
|             | Памятник партийному и государственному деятелю Темирбеку Жургеневу (перед зданием Академии искусств)                                                                        | Открыт 6 декабря 2001 года. Скульптор — Е. А. Сергебаев. Установлен перед зданием Казахской национальной академия искусств имени Т. К. Жургенова. |
|             | Памятник индийскому политическому деятелю Махатме Ганди (в парке в квадрате улиц Шевченко, Гагарина, Джамбула и Жарокова)                                                   | Памятник установлен в октябре 2003 года. На церемонию открытия памятника прибыла внучка Ганди — Сумитра Кулкарни. Инициатором открытия памятника выступило индийское посольство, которое профинансировало его установку в рамках Дней Индии в Казахстане. Автором памятника выступил скульптор из Мумбаи — Гаутам Пал. По внешнему виду, является копией московского памятника Махатме Ганди того же автора, открытого 8 июля 1988 года на площади Индиры Ганди.                           |
|             | Мавзолей Раимбек батыру (на пр. Раимбека) | Открыт в 2005 году на месте захоронения батыра. |
|             | Памятник репрессированному акыну Турмагамбету Изтлеуову (сквер (Сосновый парк) по ул. Кабанбай батыра, уг. ул. Наурызбай батыра)                                            | Установлен 2 ноября 2007 года к 125-летию репрессированного акына, родившегося в 1882 году в современной Кызылординской области, расстрелянного НКВД в 1939 году. |
|             | Памятник уйгурскому композитору и педагогу Куддусу Кужамьярову (пересечение ул. Карасай батыра, бывшей Виноградова и ул. Наурызбай батыра у здания Уйгурского театра)       | Памятник открыт в июле 2008 года, скульптор — Магамед Абдуллаев, архитектор — Аркин Маметбакиев. |
|             | Памятник казахскому акыну 19 века Курмангазы у комплекса зданий Казахской национальной консерватории имени Курмангазы на проспекте Аблай-хана в Алма-Ате.                   | Памятник открыт 18 апреля 2012 года, скульптор Т. Бинашев. |
|             | Мемориал Денису Тену, пересечение Байсеитовой и Курмангазы. | Скульптор: Матвей Макушкин. На гранитном постаменте высечены строчки из стихотворения Дениса и его спортивные достижения. |
|             | Памятник Аскару Токпанову. Ул. Панфилова угол ул. Богенбай батыра. | Аскар Токпанов — первый профессиональный казахский театральный режиссер, основатель школы театрального мастерства (Жургеновка). Установлен в 2015 году. Скульптор: Ескен Сергебаев. |
|             | Монумент жертвам голодомора 1931-1933 годов. Ул. Нарызбай батыра угол ул. Карасай батыра.                                                                                   | Год открытия — 2017. Авторы: Дулат Усенбаев, Айдос Буркитбаев и Канат Бегулиев. |

### Ауэзовский район
| Изображение                                    | Название и местоположение | Описание |
| ---------------------------------------------- | --- | --- |
| Памятник революционеру В. И. Ленину            | Памятник В. И. Ленину (изначально стоял в сквере на Центральной площади Астана (им. Ленина), ныне расположен в сквере за кинотеатром «Сары-Арка»)                          | Памятник был открыт 7 ноября 1957 года на площади имени В. И. Ленина (сейчас площадь Астаны). В 1997 году был перенесён в сквер за кинотеатром «Сары-Aрка». Скульптор — Е. В. Вучетич, архитектор — И. И. Белоцерковский. Высота 12 м, изготовлен из бронзы и красного гранита. Памятник изображает В. И. Ленина в момент его выступления перед народом. |
|                                                | Памятник Борцам Октябрьской Революции (изначально на улице Пушкина, пересечение с проспектом Раимбека, ныне в сквере у кинотеатра «Сары-Арка»)                             | Установлен в 1967 году к 50-летию революции. Скульптор — Н. С. Журавлёв, архитекторы — И. И. Токарь, Б. П. Воронин. Высота 5,9 м. Памятник изготовлен в виде многофигурной скульптурной группы, изображающей борцов за установление Советской власти в Семиречье. В композицию входит мемориальная доска с надписью: «Жить будет вечно ваш подвиг бессмертный в сердцах благодарных потомков». Постамент облицован красным гранитом. Демонтирован летом 2012 года и перенесён в сквер за кинотеатром «Сары-Aрка».  |
|                                                | Памятник М. В. Фрунзе (сквер за кинотеатром «Сары-Арка»). | Установлен в 1967 году в сквере по ул. Кабанбай батыра, уг. ул. Наурызбай батыра, в феврале 2007 года перенесён в сквер за кинотеатром «Сары-Арка». Скульптор — А. А. Исаев, архитектор — И. И. Белоцерковский. Выполнен из бронзы, постамент сложной конфигурации — из серого гранита. Высота 4,5 м. |
|                                                | Памятник-бюст П. М. Виноградову (сквер на пересечение ул. Карасай батыра (бывшей Виноградова) и ул. Наурызбай батыра (Дзержинскому), ныне в сквере у кинотеатра Сары-Арка) | Бюст установлен в 1956 году. Скульптор — Б. И. Урманче. Бюст высотой 1,7 м отлит из бронзы, конусообразный полированный постамент выполнен из красного гранита. Сооружен в память о большевике-революционере Павле Виноградове, деятельность которого была связана с городом Верным. Демонтирован летом 2012 года и был перенесён в сквер за кинотеатром «Сары-Aрка». |
|                                                | Памятник революционеру Лукиану Емелеву (ул. Емелева, угол улицы Гоголя, ныне утрачен).                                                                                     | Сооружен в 1967 году. Скульптор Е. Т. Мергенов, архитектор Ш. И. Валиханов). Памятник-бюст из чугуна установлен был на четырёхгранном постаменте, выполненном в строгой прямоугольной форме, облицованном серым полированным гранитом. Высота памятника была 3 метра. Был установлен в сквере улицы Достык, ниже улицы Гоголя. В начале 2000-х снесён. Сооружен был в честь Емелева Лукиана Потаповича, активного участника Гражданской войны, борьбы за установление Советской власти в Семиречье, городе Верном. |
| Установлен в сквере за кинотеатром «Сары-Aрка» | Памятник М. И. Калинину (сквер за кинотеатром «Сары-Арка») | Памятник был установлен в 1972 году у вокзала железнодорожной станции Алма-Ата-2, в 2001 году был перенесён в сквер за кинотеатром «Сары-Aрка». Скульпторы — Х. И. Наурызбаев, В. Ю. Рахманов, архитекторы — А. Абдалиев, А. Ордабаев. Памятник высотой 3,7 м выполнен из серого гранита, воссоздаёт образ М. И. Калинина в момент его выступления перед народом. |
|                                                | Памятник Максиму Горькому (сквер за кинотеатром «Сары-Арка») | Памятник был установлен в 1940 году на центральной аллее в Центральном парке культуры и отдыха им. Горького, в 2015 году был снесён и перенесён в сквер за кинотеатром «Сары-Aрка». |
|                                                | Бюст революционеру Д. А. Фурманову (сквер за кинотеатром «Сары-Арка») | Установлен в 1967 году на улице Курмангазы, угол проспекта Назарбаева. Скульптор — Н. С. Журавлёв, архитектор- Х. Якупбаев. Бюст отлит из бронзы, установлен на постаменте из полированного гранита. Высота 2,7 м. Демонтирован в ночь на 25 июля 2018 года, перенесён в сквер за кинотеатром «Сары-Aрка». |
|                                                | Памятник воинам Великой Отечественной войны (Центральное кладбище пр. Раимбека и ул. Рыскулова)                                                                            | Установлен в 1976 году на братской могиле, где были похоронены 560 воинов Советской Армии и Военно-Морского Флота, умершим от ран в госпиталях Алма-Аты. Авторы — А. Абдалиев, С. Фазылов и другие. Основой композиции памятника является шпиль высотой 9 м. Постамент из чёрного габбро, на котором вписаны имена воинов, сочетается с объёмным гранитным стилобатом. Композицию завершает фигура солдата с автоматом и каской, отлитая из железобетона.                                                          |
|                                                | Памятник-бюст Турару Рыскулову | |
|                                                | Памятник А. Розыбакиеву (во дворе школы № 153) | |
|                                                | Памятник «Вечная слава павшим в боях за Родину» (во дворе школы № 92) | |
|                                                | Памятник «Вечная память павшим героям» (во дворе школы № 149, мкр. Айгерим)                                                                                                | |
|                                                | Памятник «Памяти павших будьте достойны» (мкр. Таугуль) | Памятник расположен на территории бывшего совхоза «Таугуль», он был построен в 1985 году в память о погибших 11 воинах-земляках на средства жителей совхоза. Авторы памятника неизвестны. Памятник в виде тюльпана изготовлен полностью из красного гранита. |

### Бостандыкский район
| Изображение | Название и местоположение | Описание |  |
| ----------- | --- | --- |  |
|             | Памятник революционеру Уразу Джандосову (пересечение ул. Джандосова и пр. Гагарина)                                               | Установлен в 1969 году. Скульптор — Н. С. Журавлёв, архитектор — Т. С. Сулейменов. Отлит из чугуна, полутораметровый постамент изготовлен из серого гранита. |  |
|             | Монумент Независимости (пл. Республики)                                                                                           | Монумент установлен в 1996 году по инициативе Президента Республики Казахстан Нурсултана Абишевича Назарбаева. Авторы: Шота Валиханов — руководитель творческого коллектива, Адилет Жумабаев — скульптор, Нурлан Далбаев — скульптор, Казыбек Жарылгапов — архитектор, Кайрат Суранчиев — скульптор. Соавторы: Калдыбай Монтахаев — архитектор, Мурат Мансуров — скульптор, Азат Баярлин — скульптор, Казыбек Сатыбалдин -скульптор. |  |
|             | Мемориал жертвам январских событий "Тагзым" (пл. Республики)                                                                      | Мемориал построен на месте, которое было эпицентром трагических событий, — Площади Республики. Он представляет собой многоступенчатый архитектурный комплекс. Открыт 23 декабря 2022 г. |  |
|             | Памятник академику Канышу Сатпаеву (ул. Сатпаева, угол ул. Байтурсынова, перед зданием КазНТУ им. Сатпаева)                       | Памятник геологу, первому президенту Академии наук Казахстана К. И. Сатпаеву установлен в 1999 году к 100-летнему юбилею. Скульптор Т. С. Досмагамбетов, архитектор А. С. Кайнарбаев. |  |
|             | Памятник художнику Абильхану Кастееву (ул. Сатпаева, перед Госмузеем искусств им. А. Кастеева)                                    | Памятник Кастееву установлен в 2004 году, в год столетия художника перед зданием ГМИ им. А. Кастеева. Скульптор Н. А. Далбаев, архитектор Р. М. Сатыбалдиев. Фигура сидящего художника с палитрой и кистью в руках отлита в бронзе. Композиция представлена на постаменте из красно-коричневого мрамора. |  |
|             | Памятник «Тәуелсіздік таңы» (Рассвет свободы), пересечение ул. Желтоксан и Сатпаева                                               | Установлен в 2006 году в честь 20-летия декабрьских событий в Алма-Ате 1986 года. В церемонии открытия принял участие президент Казахстана Н. А. Назарбаев. Архитектор — Тимур Сулейменов. |  |
|             | Памятник оперной певице Куляш Байсеитовой (в сквере у музыкальной школы им. К. Байсеитовой по ул. Байзакова, ниже ул. Тимирязева) | Установлен 15 сентября 2011 года в преддверии 100-летия певицы. Автор — скульптор Т. Бинашев. |  |
|             | Памятник Султанбеку Кожанову ( пересечение ул. Жарокова и Ходжанова)                                                              | Установлен 8 ноября 2021 года в преддверии 30-летия Независимости Республики Казахстан. |  |
|             | Памятник Шакену Айманову ( на территории киностудии "Казахфильм")                                                                 | |  |
|             | Монументально-скульптурная композиция "Казахстан" ( на территории парка Первого Президента)                                       | Композиция "Казахстан" посвящена 20-летию независимости республики. В центре композиции изображена фигура Нурсултана Назарбаева , а на крыльях беркута - символы Алматы и Астаны. Памятник открыт 11 ноября 2011 г., скульптор Шохан Тулеш. |  |
|             | Памятник Биржану Кожагулулы ( на пересечении ул. Мустафина и Биржана)                                                             | |  |
|             | Памятник композитору Бахытжану Байкадамову ( на пересечении прос. Гагарина и Байкадамова)                                         | |  |
|             | Памятник композитору Си Синхаю ( на прос. Гагарина, угол Си Синхая)                                                               | |  |
|             | Памятник актеру Асанали Ашимову ( на территории Атакента)                                                                         | |  |
|             | Памятник Абдуллаеву Калыку ( на территории Ататкента)                                                                             | |  |
|             | Памятник учёному Абу Насыру аль-Фараби ( на территории "КазГУграда")                                                              | |  |
|             | Памятник академику У. Жолдасбекову (на территории «КазГУграда», у Дворца Студентов им. Жолдасбекова)                              | Памятник воздвигнут 1 марта 2011 года по случаю 80-летия со дня рождения У.А.Джолдасбекова. Скульптор Кадырхан Какимов. |  |

### Жетысуский район
| Изображение | Название и местоположение                                                                                                | Описание |  |
| ----------- | --- | --- |  |
|             | Памятник революционеру Амангельды Иманову (пр. Абылай хана, сквер между ул. Маметовой и Макатаева)                       | Установлен в 1947 году, на торжественном открытии памятника присутствовал видный государственный деятель А. Т. Джангильдин. Скульптор — Хасбулат Аскар-Сарыджа, архитектор — Т. К. Басенов. Памятник отлит из бронзы, постамент выполнен из серого гранита, техникой мелкой бучарды с орнаментом. Высота 6 м. Выразительны объёмные детали, подчёркивающие движение фигуры. |  |
|             | Памятник Абылай-хану (площадь перед вокзалом Алматы-2)                                                                   | Памятник Абылай-хану установлен в Алма-Ате 16 декабря 2000 года на привокзальной площади перед зданием вокзала Алматы-2. Руководитель авторского коллектива — С. К. Баймагамбетов, скульптор — К. К. Сатыбалдин, архитекторы — Т. Е. Ералиев, З. С. Баймагамбетов, В. И. Сидоров, конструктор — М. Е. Еркинов, литейные работы — А. В. Волков.                              |  |
|             | Памятник писателю и драматургу Габиту Мусрепову (пр. Абылай хана, площадь перед Казахским театром для детей и юношества) | Установлен в 2002 году к столетию писателя. |  |
|             | Памятник поэту и писателю Мукагали Макатаеву (сквер на ул. Макатаева, угол ул. Желтоксан)                                | Установлен 16 декабря 2002 года после 70-летия поэта. Скульптор Н. А. Далбаев, архитектор Р. М. Сатыбалдиев. |  |

### Медеуский район
| Изображение                   | Название и местоположение | Описание |  |
| ----------------------------- | --- | --- |  |
|                               | Памятник рок-музыканту Виктору Цою, на углу улиц Толебаева и Кабанбай батыра — здесь снимали финальные сцены фильма «Игла»                                           | Памятник открыт 21 июня 2018 года. |  |
|                               | Памятник поэту и философу Абаю Кунанбаеву (площадь Абая перед Дворцом Республики, пересечение пр. Достык и пр. Абая)                                                 | Установлен в 1960 году. От подножия памятника начинается проспект Абая, который уходит на запад, к жилым районам. Авторы памятника: скульптор Х. И. Наурызбаев, архитектор И. И. Белоцерковский. Общая высота монумента 13,7 м. Скульптура отлита из бронзы. Форма постамента — трапециевидная, выполнена из красного гранита. Фигура Абая — в движении. В левой согнутой руке он держит книгу, а правой придерживает полы накинутого на плечи чапана. Голова мыслителя выполнена объёмно. Лицу придано выражение задумчивости, взгляд устремлён в будущее. |  |
|                               | Памятник генералу И. В. Панфилову (парк имени 28-ми гвардейцев-панфиловцев, с южной стороны, пересечение пр. Достык и ул. Казыбек би)                                | Установлен в 1968 году. Авторы: скульптор — Б. А. Тулеков, архитектор — Т. К. Басенов. Памятник-бюст отлит из бронзы. Высота — 2 м, постамент прямоугольный из серого гранита. |  |
|                               | Памятник учёному и этнографу Чокану Валиханову (пересечение улиц Валиханова и Шевченко, перед зданием Академии наук Казахстана)                                      | Установлен в 1969 году. Скульптор Х. И. Наурызбаев, архитектор — Ш. Е. Валиханов (Государственная премия Казахской ССР 1970 года). Памятник высотой 8 м отлит из бронзы. Постамент и стилобат изготовлены из полированного чёрного габбро. На тыльной стороне постамента в оформлении использованы казахские национальные орнаменты и рисунки Ч. Ч. Валиханова. Боковые стороны выложены орнаментальными плитками. Подход к памятнику выложен архалетским плитняком. В фигуре выражено раздумье Валиханова. Одетый в военную форму, он стоит в естественной позе — одна рука с книгой опущена, другая как бы на мгновенье коснулась подбородка.                                                    |  |
|                               | Памятник основателю комсомола Казахстана Гани Муратбаеву (пересечение пр. Достык и ул. Сатпаева, перед фасадом Алматинского дворца школьников)                       | Установлен в 1972 году. Скульпторы — Т. Досмагамбетов, О. Прокофьев, архитекторы — Ш. Валиханов, А. Кайнарбаев. |  |
|                               | Мемориал Славы (парк имени 28-ми гвардейцев-панфиловцев с восточной стороны)                                                                                         | Был сооружён в 1975 году к 30-летию Победы, в том же году зажжён Вечный огонь. Открытие мемориального комплекса из четырёх частей состоялось 8 мая 1975 года. Первая часть — горельеф «Клятва» (с левой стороны) — посвящена юным борцам за Советскую власть в Казахстане. Центральная часть триптиха — «Подвиг» — запечатлела образы героев-панфиловцев, грудью защищавших Москву. Справа композиция «Трубящие славу», которая придает всему мемориалу оптимистическое звучание, её образы воплощают гимн торжествующей жизни. У Вечного огня — массивные кубы из лабрадорита, под которыми замурованы капсулы с землей, доставленной из городов-героев.                                          |  |
|                               | Памятник-бюст советскому партийному деятелю Д. А. Кунаеву (сквер на углу улиц Кунаева и Богенбай-батыра)                                                             | Сооружён в 1978 году в ознаменование заслуг дважды Героя Социалистического Труда (в 1982 году — трижды Героя) Д. А. Кунаева. Скульпторы — Т. С. Досмагамбетов, А. Б. Татаринов, архитекторы — А. К. Капанов, Ш. Е. Валиханов, И. Я. Токарь, Б. В. Дмитриевский. Бронзовый бюст изготовлен в традиционном классическом стиле. Строгие и лаконичные формы постамента из полированного гранита подчёркивают стилевое единство скульптурно-архитектурной композиции. |  |
|                               | Памятник революционеру Токашу Бокину (парк имени 28-ми гвардейцев-панфиловцев с западной стороны)                                                                    | Установлен в 1980 году. Скульптор — Б. А. Абишев, архитектор — Ш. И. Валиханов. Выполнен в виде бюста-памятника высотой 5 м из серого гранита. Поясная фигура, высеченная из гранитного прямоугольника, создаёт динамичный образ Т. Бокина. |  |
|                               | Памятник погибшим в 1968 году солдатам Юрию Директорчуку и Анатолию Духовичу (угол просп. Достык — Казыбек Би)                                                       | Небольшой гранитный обелиск, надпись «19 июня 1968 года, спасая жизнь детей, погибли воины САВО: рядовой Ю. Директорчук, год рожд. 1948; рядовой А. Духович, год рожд. 1946.» 19 июня 1968 года рядовые Юрий Директорчук и Анатолий Духович управляя бензовозом ЗИЛ-164 с отказавшими тормозами, неслись вниз по улице Ленина. На перекрестке с Советской, улицу переходила большая группа школьников и выезжал автобус. Солдаты не раздумывая свернули в сторону и врезались в огромный тополь. Бензовоз, в котором оставалось более 2 тонн топлива, взорвался. Кроме солдат никто не пострадал. Существующий памятник установлен 7 мая 1987 года. В феврале 2021 года был повреждён во время ДТП |  |
|                               | Памятник поэту — акыну Джамбулу (пересечение пр. Достык и ул. Жамбыла перед кинотеатром «Искра»)                                                                     | Новый памятник Джамбулу был установлен к 150-летию акына в 1996 году. Архитекторы — С.Баймагамбетов, Т. Ералиев, С. Фазылов и скульптор Б. Абишев.. Памятник великому поэту отлит из бронзы и передает образ акына в момент творческого состояния. Акын задумчиво смотрит вдаль, держа при этом в левой руке домбру, с правой стороны скала — кусочек природы Заилийского Алатау, из которой бьют два источника. |  |
|                               | Памятник А. С. Пушкину (в сквере с восточной стороны здания Академии наук Казахстана)                                                                                | Памятник — бюст А. С. Пушкину, великому русскому поэту был установлен 29 октября 1999 г. в честь 200-летия со дня рождения (автор — российский скульптор А. Бичугов, архитекторы Т. Ералиев, А. Анчугов). |  |
|                               | Памятник Тарасу Шевченко (пересечение пр. Достык и ул. Шевченко) | Памятник украинскому кобзарю, поэту Т. Г. Шевченко, который проживал в западном Казахстане во время ссылки (1847—1857), был установлен на пересечении проспекта Достык с улицей Шевченко в августе 2000 года в честь девятой годовщины независимости Украины. Был сделан группой украинских скульпторов под рук. Виталия Рыжика из гранита, добытого в Житомирской области. |  |
|                               | Памятник композитору и педагогу Мукану Тулебаеву (ул. Тулебаева, угол пр. Абая)                                                                                      | Памятник установлен в 2002 году. Авторы — алматинские скульптор Е.Рахмадиев и архитектор К. Жарылгапов. Стоимость работ составила 17 млн тенге, которые выделил акимат города. Скульптура была отлита из бронзы на заводе «Поршень». |  |
|                               | Памятник воинам-казахстанцам, погибшим в Афганистане (парк имени 28-ми гвардейцев-панфиловцев, у Мемориала Славы)                                                    | Был открыт 15 февраля 2003 года. Скульптор: Казбек Сатыбалдин, архитекторы Тохтар Ералиев и Владимир Сидоров. |  |
|                               | Памятник британской рок-группе «The Beatles» (гора Кок-Тобе) | Установлен 15 мая 2007 года. Изготовлен из бронзы, скульптор Эдуард Казарян. На композиции сидящим с гитарой в руке изображён Джон Леннон, Джордж Харрисон, Ринго Старр и Пол Маккартни изображены стоя. |  |
|                               | Бюст Абая Кунанбаева (у входа в главный корпус КазНПУ имени Абая, пр. Достык)                                                                                        | |  |
|                               | Памятник учёному — археологу Алькею Маргулану (в сквере с западной стороны здания Академии наук Казахстана)                                                          | Открыт в 14 января 2010 года. Автором мощного монумента из кордайского гранита весом в 8 тонн стал казахстанский скульптор Н. Далбай. |  |
| Памятник Бауыржану Момыш-улы. | Памятник Герою Советского Союза Бауыржану Момыш-улы (парк имени 28-ми гвардейцев-панфиловцев с северной стороны)                                                     | Был открыт 10 декабря 2010 года. Авторами монумента выступили: казахстанский скульптор Нурлан Далбай и архитектор Расул Сатыбалдиев. Общая высота монумента составляет шесть метров. Фигура Бауыржана Момыш-улы исполнена в полный рост из бронзы, подставка — из гранита. |  |
|                               | Памятник певцу и домбристу Жусупбеку Елебекову Установлен напротив Республиканского эстрадно-циркового колледжа его имени на углу улиц Богенбай батыра и Валиханова. | Был открыт 8 октября 2011 года. |  |
|                               | Памятник композитору и дирижёру Нургисе Тлендиеву (ул. Фурманова, в сквере выше Центрального Государственного музея РК)                                              | Был открыт 15 октября 2011 года. Памятник представляет собой фигуру композитора в полный рост на постаменте. Авторы — скульптор, литейщик М. Азмаганбетов и архитектор К. Жарылгапов. Основание выполнено из гранита, скульптура — из бронзы, общая высота памятника — 9 метров. |  |
|                               | Памятник батыру Раимбеку на одноимённом проспекте. | Памятник батыру 18 века, освободившему Семиречье от джунгарских заватчиков. Конный памятник высотой 12 метров установлен 7 декабря 2012 года. Скульптор Едиге Рахмадиев. На пьедестале выгравированы годы жизни батыра и строки из стихотворения Мукагали Макатаева: «Ұрпағына медет бер, Ұлы бабам!». |  |
|                               | Памятник певцу и домбристу Кенену Азербаеву | Установлен 11 декабря 2013 года в микрорайоне «Горный гигант». |  |

### Турксибский район
| Изображение     | Название и местоположение                                                                           | Описание |  |
| --------------- | --------------------------------------------------------------------------------------------------- | --- |  |
|                 | Памятник революционеру Алиби Джангильдину (привокзальная площадь железнодорожной станции Алматы-1). | Установлен в 1975 году. Коллектив авторов (скульпторы — Т. Досмагамбетов, О. Прокопьева, архитектор — Ш. Валиханов) получили за него Государственную премию Казахской ССР в 1976 году. Высота памятника 11 м. Скульптурное изображение Алиби Джангильдина выполнено в полный рост на сложном постаменте из гранита с орнаментальным поясом. Скульптурным решением памятника переданы внутренняя энергия, целеустремлённость Джангильдина. |  |
| Памятник Ленину | Памятник В. И. Ленину (в сквере имени Ленина, пр. Сейфуллина угол Шолохова)                         | Установлен в 1981 году. Монумент является копией монумента Ленину, установленного в 1940 году в Москве перед зданием Института марксизма-ленинизма на Тверской площади. Автор оригинала — один из корифеев советской скульптуры Сергей Меркуров. |  |